# Pascale Petit
Pascale Petit (nascida Anne-Marie Pettit, 27 de fevereiro de 1938) é uma atriz e cantora francesa que aparece em mais de cinquenta filmes de 1957 a 2001.

## Participação cinematográfica
Cinema
- 1956 : Les Sorcières de Salem de Raymond Rouleau : Mary Warren
- 1956 : Tahiti ou la joie de vivre de Bernard Borderie
- 1958 : Une vie de Alexandre Astruc : Rosalie
- 1958 : Les Tricheurs de Marcel Carné : Mic
- 1959 : Julie la Rousse de Claude Boissol : Julienne Lefebvre/Sa nièce
- 1959 : Faibles Femmes de Michel Boisrond : Agathe
- 1960 : Vers l'extase de René Wheeler : Catherine
- 1960 : La Novice (Lettere di una novizia) de Alberto Lattuada : Margarita Passi
- 1960 : Une fille pour l'été de Édouard Molinaro : Manette
- 1960 : L'Affaire d'une nuit de Henri Verneuil : Christine Fiesco
- 1961 : Les Démons de minuit de Marc Allégret e Charles Gérard : Daniele
- 1961 : La Croix des vivants de Ivan Govar : Maria
- 1962 : Bande de lâches (Un branco di vigliacchi) de Fabrizio Taglioni
- 1962 : Cléopâtre, une reine pour César (Una regina per Cesare) de Piero Pierotti e Victor Tourjansky : Cléopâtre
- 1964 : Comment épouser un premier ministre de Michel Boisrond : Marion
- 1964 : Les Siffleurs (Viheltäjät) de Eino Ruutsalo
- 1965 : Corrida pour un espion de Maurice Labro : Pilar Perez
- 1965 : Un soir à Tibériade de Hervé Bromberger : Madame Pronti
- 1965 : Duel à la vodka / Ces dames de l'étoile rouge (Zwei Girls vom roten Stern) de Sammy Drechsel : Anja Petrovna
- 1966 : Le Carnaval des barbouzes (Gern hab’ ich die Frauen gekillt) de Alberto Cardone, Louis Soulanes, Sheldon Reynolds e Robert Lynn : Lotty
- 1967 : Die Abenteuer des braven Kommandanten Küppers de Reiner Erler : Hélène
- 1967 : Mieux vaut faire l'amour (Susanne, die Wirtin von der Lahn) de Franz Antel : Caroline
- 1968 : Les Mercenaires de la violence (Die große Treibjagd) de Mel Welles e Dieter Müller : Maria
- 1968 : Oui à l'amour, non à la guerre (Frau Wirtin hat auch einen Grafen) de Franz Antel : Duchesse Elisa
- 1968 : Ringo cherche une place pour mourir (Joe... cercati un posto per morire!) de Giuliano Carnimeo : Lisa Martin
- 1969 : I diavoli della guerra de Bitto Albertini : Jeanine Rausch
- 1970 : Les mantes religieuses (Die Weibchen) de Zbyněk Brynych : Miriam
- 1971 : Chronique d'un couple de Roger Coggio : Nathalie Cantel
- 1972 : Boccace raconte (Boccaccio) de Bruno Corbucci : Giletta
- 1972 : Quante volte... quella notte de Mario Bava : Esmeralda
- 1973 : Küçïk kovboy de Guido Zyrli : Maureen
- 1975 : Le dolci zie de Mario Imperoli : Benedetta Chiappala
- 1981 : Une saison de paix à Paris (Sezona mira u Parizu) de Predrag Golubovic
- 1985 : Une étrange histoire d'amour (A strange love affair) de Eric de Kuyper e Paul Verstaten : Ann
- 1986 : L'Agression (Der angriff) de Theodor Kotulla : Ilse Trapmann
- 1988 : Sans défense de Michel Nerval : Mireille Rampin
- 1992 : Ville à vendre de Jean-Pierre Mocky : Fernande Boulard